# Tortuga angonoka
La tortuga angonoka (Geochelone yniphora), és una tortuga terrestre de la família dels testudínids endèmica del nord de Madagascar, és una de les més rares del món per la seva forma i està en greu perill d'extinció. És endèmica dels boscos secs de l'àrea de la badia de Balyan, al nord-oest de Madagascar. El seu nom comú es refereix a l'aparició de l'escut singular del plastró, que el projecta cap endavant entre les potes davanteres i el corba cap amunt, cap al coll. La closca és molt bombada i de color marró clar amb anells de creixement destacat en cada escut. Els mascles són més grossos que les femelles i poden arribar fins als 35 cm.
Aquesta espècie, una de les tortugues més rares del món, està classificada com En Perill Crític (CR) per la Llista Vermella i que figura en l'Apèndix I del CITES. Queden menys de 200 exemplars, un centre de cria en captivitat es va establir per a aquesta espècie a Madagascar el 1986 pel New Jersey Wildlife Preservation Trust, en col·laboració amb el Departament de Madagascar d'Aigües i Boscos. El 1996, 76 tortugues, 2 femelles adultes i 74 cries, van ser robades de les instal·lacions, que representen aproximadament la meitat de la descendència produïda fins ara.